# 弗拉迪米爾·曹法爾
弗拉迪米爾·曹法爾（捷克語：Vladimír Coufal；1992年8月22日—），捷克足球運動員，現效力德甲球會賀芬咸，司職右後衛。他於2017年加入國家隊，期間曾入選2020年歐洲國家盃捷克隊名單。

## 俱樂部生涯
布拉格斯拉維亞在推特上宣佈曹法爾成為球隊2018年夏天首次簽約。
英超球隊韋斯咸官方宣佈，從布拉格斯拉維亞簽下曹法爾，雙方簽下一份3+2合同。據英國媒體透露，曹法爾的轉會費為540萬鎊。

## 國家隊生涯
2017年11月，在捷克與卡塔爾的友誼賽中，曹法爾完成了國家隊首秀。

## 榮譽
韋斯咸
- 歐協聯冠軍 : 2022-23[5]

## 外部連結
- Soccerway資料庫：弗拉迪米爾·曹法爾
- 弗拉迪米爾·曹法爾在 National-Football-Teams.com 上的出场纪录